# Polystichtis nepioides
Polystichtis nepioides är en fjärilsart som beskrevs av Butler 1867. Polystichtis nepioides ingår i släktet Polystichtis och familjen Riodinidae. Inga underarter finns listade i Catalogue of Life.